# キャスリン・ベルナルド
キャスリン・チャンドリア・マヌエル・ベルナルド（Kathryn Chandria Manuel Bernardo、1996年3月26日 - ）はフィリピン人の女優、モデル、歌手。